# سیارک ۲۷۲۴۱
سیارک ۲۷۲۴۱ (به انگلیسی: 27241 Sunilpai، نامگذاری:1999TP93)۲۷۲۴۱مین سیارک کشف شده‌است که در ۰۲ اکتبر ۱۹۹۹ کشف شد.